# Raión de Uriúpinsk
El raión de Uriúpinsk (ruso: Урю́пинский райо́н) es un distrito administrativo y municipal (raión) ruso perteneciente a la óblast de Volgogrado. Se ubica en el noroeste de la óblast. Su sede administrativa es la ciudad de Uriúpinsk, que no forma parte del raión al estar constituida como un ókrug urbano aparte.
En 2021, el raión tenía una población de 24 302 habitantes.
El raión limita al norte y al oeste con la óblast de Vorónezh. Su territorio es completamente rural. La ciudad de Uriúpinsk forma un enclave en el centro-este del raión.

## Subdivisiones
Comprende 97 localidades rurales. Luego de una fusión de ayuntamientos que tuvo lugar en 2019, estas localidades se agrupan en los siguientes veinte asentamientos rurales:
- Akchernski (con sede en Dyákonovski 1-i)
- Bespálovski
- Bolshinski (con sede en Nizhnetsepliayevski)
- Bubnovski
- Verjnebezymianski
- Vishniakovski
- Dóbrinka
- Dúbovski
- Dyákonovski 2-i
- Iskra
- Kotovski
- Krasni
- Krépovski (con sede en Uchjoz)
- Mijáilovskaya
- Okládnenski
- Olshanka
- Petrovski
- Rosóshinski
- Saltynski
- "Jopioropionérskoye" (con sede en Kriushinski)